# X Ceti
X Ceti är en pulserande variabel av Mira Ceti-typ i Valfiskens stjärnbild.
Stjärnan varierar mellan magnitud +8,4 och 13,2 med en period av 176 dygn.